# SN 2006pv
SN 2006pv – supernowa typu Ia odkryta 14 listopada 2006 roku w galaktyce A033829-0040. W momencie odkrycia miała maksymalną jasność 21,40m.